# سلسليات
السلسليات أو كاديا (الاسم العلمي: Cadea)، جنس سحالي من السحالي الدودية، وتعرف باسم سحالي دودية كوبية ذات رأس العارضة. أنواعه اثنان يستوطنان كوبا.

## الأنواع
- Cadea blanoides (ليونهارد هيس ستجنجر, 1916) - spotted amphisbaena
- Cadea palirostrata (ماري سينثيا ديكرسون, 1916) - sharp-nosed amphisbaena, Dickerson's worm lizard, Cuban sharp-nosed amphisbaena

## للاستزادة
- Gans, C. 2005. Checklist and Bibliography of the Amphisbaenia of the World. Bull. American Mus. Nat. Hist. (289): 1-130.